# Telaga Sam Sam
Telaga Sam Sam is een bestuurslaag in het regentschap Siak van de provincie Riau, Indonesië. Telaga Sam Sam telt 6050 inwoners (volkstelling 2010).